# Samuel Reshevsky

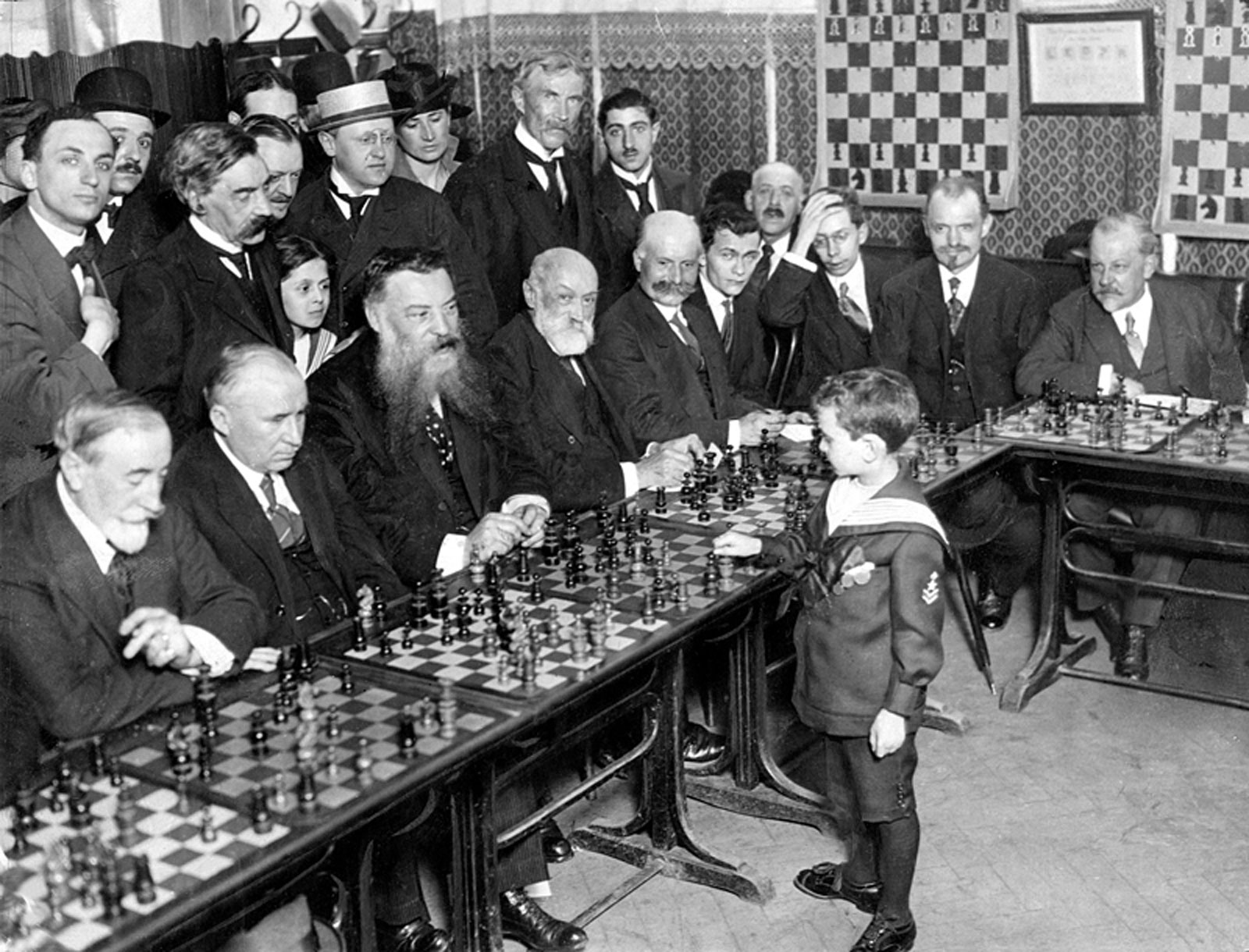
Samuel Reshevsky de niño, en una exhibición simultánea con aficionados.

Samuel Herman Reshevsky (nombre polaco: Szmul Rzeszewski; Ozorkow, Polonia, 26 de noviembre de 1911-Nueva York, Estados Unidos, 4 de abril de 1992) fue un ajedrecista polaco de origen judío, nacionalizado estadounidense, un niño prodigio y luego gran maestro de ajedrez. Fue célebre su rivalidad ajedrecística con Bobby Fischer.

## Inicios y estudios
Aprendió a jugar ajedrez a los cuatro años, y a los ocho ya derrotaba a jugadores mucho mayores, en exhibiciones simultáneas. En la década de 1920 sus padres se trasladaron a los Estados Unidos, donde se ganaban la vida con el talento de su hijo. En 1933, se graduó como contable en la Universidad de Chicago, haciendo de esa su profesión.

## Campeonatos
Ganó los campeonatos de los Estados Unidos en 1936, 1938, 1940, 1942, 1946, 1969 y 1970. Su carrera internacional comenzó en 1935 en Margate, Reino Unido, donde logró el primer lugar al derrotar, entre otros, a Capablanca. Un año más tarde, compartió el tercer puesto en Nottingham. En 1937, compartió el primer puesto en Kemeri, Letonia, y en 1938, compartió el cuarto puesto en el Torneo AVRO.
Fue uno de los cinco grandes maestros que compitieron por el Campeonato del Mundo en el match-torneo de 1948 y terminó empatado en el tercer puesto con Paul Keres. En 1953, fue segundo en el torneo de candidatos de Zúrich. También clasificó para el ciclo de candidatos en el interzonal de Sousse, pero perdió en los cuartos de final contra Víktor Korchnói, en 1968.
Participó regularmente con la selección estadounidense en las Olimpíadas de ajedrez. Ganó la medalla de oro en 1937, el bronce por equipos en 1974 y el oro individual en 1950. En total, participó en ocho olimpiadas.